# Sideridis peculiaris
Sideridis peculiaris là một loài bướm đêm thuộc họ Noctuidae. Nó được tìm thấy ở Kazakhstan.